# Ferdinand Šimáček

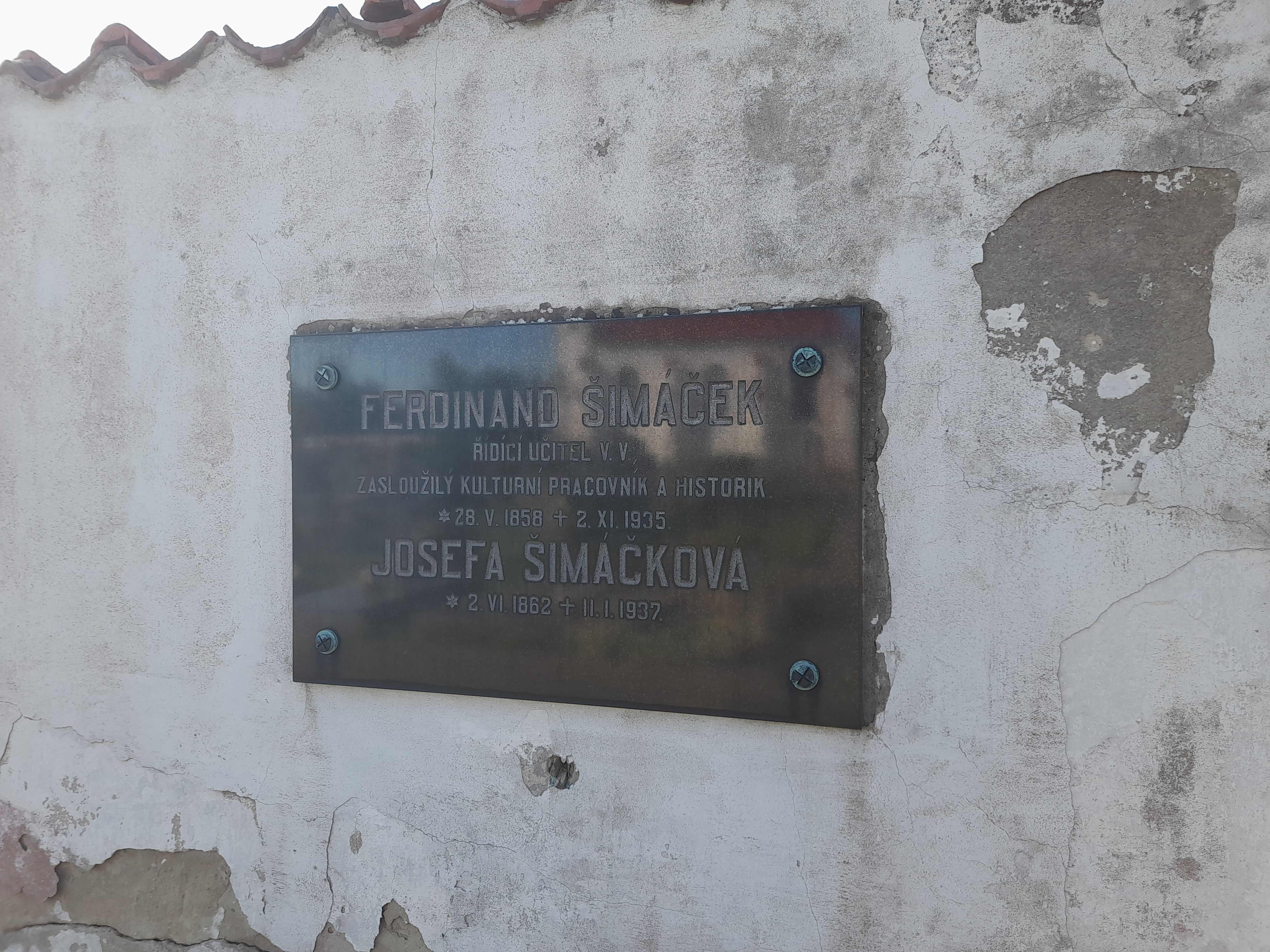
Deska na hrobě F. Šimáčka na obecním hřbitově v Bělé pod Bezdězem

Ferdinand Šimáček (28. května 1858 Bělá pod Bezdězem – 2. listopadu 1935 Bělá pod Bezdězem) byl český pedagog a regionální historik.

## Život
Narodil se do rodiny bělského tkalcovského mistra Julia Šimáčka. Navštěvoval bělskou klášterní školu, poté vystudoval učitelský ústav v Jičíně. Mezi lety 1877–1878 působil jako podučitel na veřejné obecné škole v Bělé. Od roku 1878 byl podučitelem a později učitelem ve Vrátně.
Od roku 1894 do odchodu na odpočinek roku 1920 působil na škole v Bělé pod Bezdězem, z toho poslední rok jako řídící učitel. Zemřel 2. listopadu 1935 a 5. listopadu byl pochován do rodinné hrobky na obecním hřbitově v Bělé pod Bezdězem.

### Rodinný život
Během svého působení ve Vrátně uzavřel dne 18. ledna 1881 ve Mšeně sňatek s Josefou Šimůnkovou.
Ve Vrátně se 7. července 1889 narodil syn Josef Šimáček (1889–1959), později učitel v Krchlebích a řídící učitel.
Dne 3. října 1896 se v Bělé narodil syn Miloslav František (Miloš), později redaktor a dramatik. Po studiích se usadil v Praze (v roce 1923 evidován v Praze s poznámkou „bez vyznání“), kde přispíval do časopisů a redigoval divadelní příručky. Autor divadelních her „Poslední poklad“ a „Primas Jan Tuta“ (premiéra v Bělé pod Bezdězem roku 1921). Zemřel v Praze.

### Veřejná činnost
Několik volebních období byl členem městského zastupitelstva. Od roku 1907 až do své smrti byl členem bělské Okresní muzejní rady (1932–1935 čestným členem). Od roku 1927 byl správcem sbírek okresního muzea.

## Dílo
Šimáčkovým primárním zájmem byla historie města Bělá pod Bezdězem a okolí. Na základě studia městského archivu napsal několik článků do regionálních vlastivědných časopisů Od Ještěda k Troskám, Boleslavan a Bezděz.
V rukopise zůstalo a po jeho smrti bylo roku 1937 vydáno jeho nejrozsáhlejší dílo Paměti města Bělé pod Bezdězem. Jde o monografiii mapující dějiny města z hlediska jeho správy, náboženství, hospodářství, obchodu, školství i kultury. Podruhé bylo dílo vydáno nákladem a tiskem Tiskárny Čistá v roce 2000. Potřetí v roce 2013 nakladatelstvím GARN v Brně.
- ŠIMÁČEK, Ferdinand. Paměti města Bělé pod Bezdězem. Bělá pod Bezdězem: Typ, 1937. 353 s., obr. příl.